# Eliyahu Eliezer Dessler
Eliyahu Eliezer Dessler (Homiel, 30 maggio 1892 – Bnei Brak, 30 dicembre 1953) è stato un rabbino, filosofo e educatore lettone, ebreo ortodosso. È stato un profondo studioso Talmudista, noto come mashgiach ruchani (in ebraico משגיח רוחני‎?, "consigliere spirituale") della yeshiva Ponevezh in Israele e come autore di importanti scritti raccolti dai suoi studenti e pubblicati postumi.

## Biografia

### Lituania
Eliyahu Dessler, conosciuto come Eliyahu Leizer o Elya Lazer, nacque nel 1892 (5652) a Gomel, all'epoca Impero Russo, in seguito Lituania.) Suo padre, Reuven Dov Dessler, era un discepolo di uno dei principali leader del movimento Mussar, Rabbi Simcha Zissel Ziv, sua madre era la nipote di Salanter.
Eliyahu rimase orfano di madre in giovane età. Suo padre si risposò e negli anni successivi diventò un commerciante di legname di successo nella città di Homel, anche se perse praticamente tutta la sua fortuna dopo la rivoluzione russa. Il giovane Elya fu istruito da tutori privati. Nel 1906, all'età di 13 anni, fu uno dei più giovani studenti della yeshivah di Kelme, allora guidata da Rabbi Zvi Hirsch Braude, il genero del fondatore. Rabbi Dessler parlò poi in termini affettuosi dello studio e dell'auto-perfezionamento nella yeshivah Kelm. Era insolito nel senso che forniva ai suoi alunni un'educazione secolare parallela ai loro studi religiosi, consentendo loro di guadagnarsi da vivere piuttosto che dover assumere posizioni rabbiniche.
A Kelme, Eliyahu fu uno studente diligente e ricevette la semikhah (ordinazione rabbinica) da suo zio, Rabbi Chaim Ozer Grodzinski, che divenne il leader spirituale dell'ebraismo lituano ortodosso fino alla sua morte nel 1939 e raramente concesse ordinazioni.
Nel 1920 Rabbi Dessler sposò Bluma, una nipote dell'"Altare" di Kelm. Entrò in affari con suo padre e rifiutò un posto come giudice rabbinico a Vilna. Dopo la morte della matrigna nel 1928, Dessler fu costretto ad accompagnare il padre a Londra per cure mediche, e decise di rimanere nel Regno Unito. Sua moglie e i suoi figli si trasferiranno tre anni dopo, nel 1931.

### Londra
A Londra Dessler prestò servizio nel rabbinato, inizialmente nella sinagoga Ein Yaakov nell'East End e successivamente nella sinagoga Montagu Road Beis Medrash di Dalston, nel nord-est di Londra.. Incarichi con un magro stipendio. Così a Dalston iniziò anche a fare da tutor a un certo numero di giovani, e per un po' fu il precettore privato dei figli della ricca famiglia Sassoon. Un allievo di quel periodo, Aryeh Carmell, divenne uno dei principali divulgatori delle idee di Dessler dopo la sua morte.
Suo figlio lasciò Londra all'inizio degli anni '30 per studiare nella yeshiva di Kelm. Durante la guerra fuggirono in Estremo Oriente e alla fine si stabilirono negli Stati Uniti. Diversi mesi prima dello scoppio della seconda guerra mondiale, sua moglie partì per la Lituania con la figlia per visitare i parenti. La guerra li separò, le donne trascorsero il periodo di guerra principalmente in Australia.

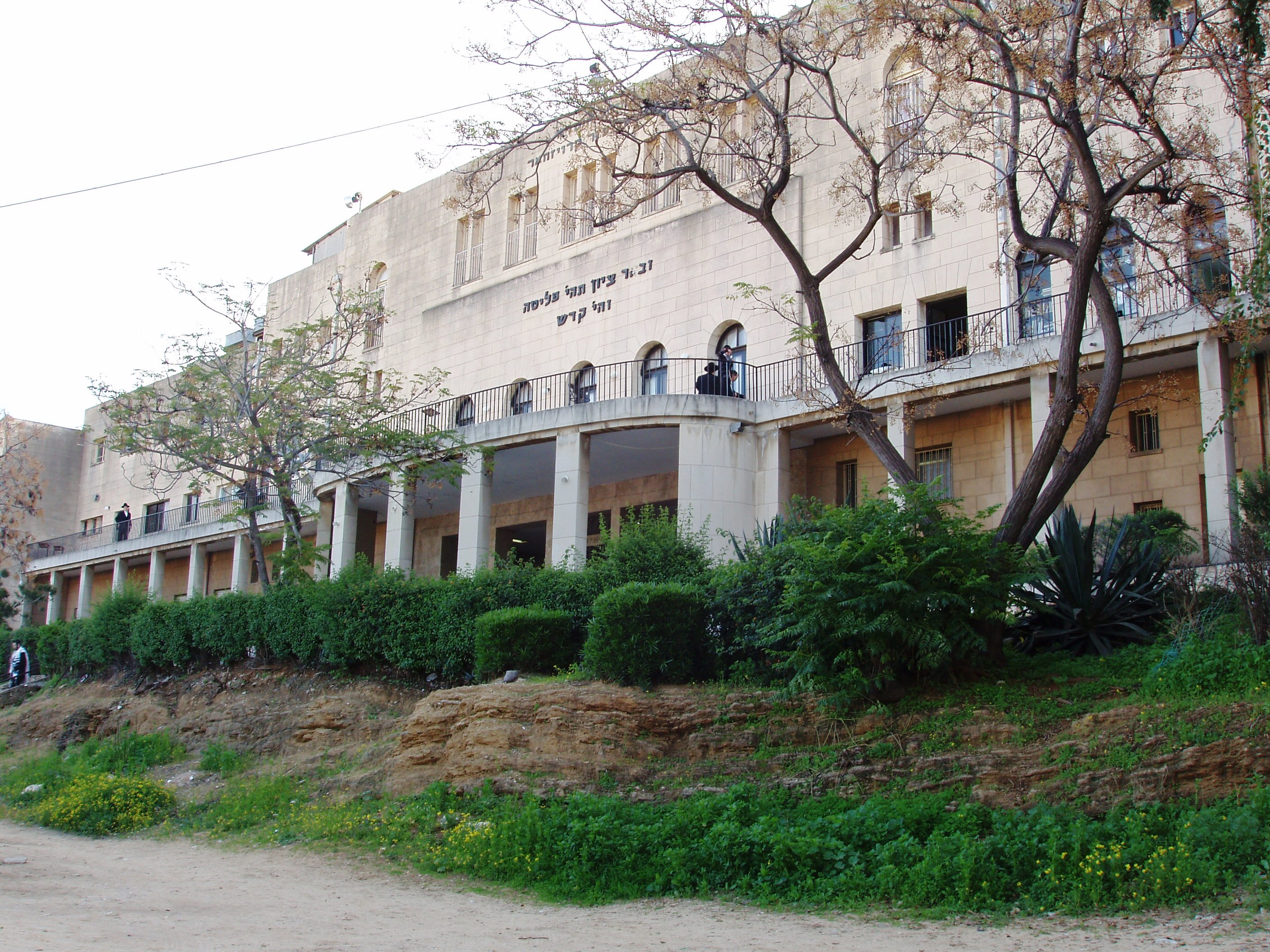
Yeshiva Ponevezh, Israele

All'inizio degli anni '40, Dessler assunse la guida del neonato Kollel di Gateshead, nel nord dell'Inghilterra, un istituto di studi religiosi per uomini sposati, allora una novità nell'Europa occidentale.
Non è pagato dal Kollel e quinfdi si guadagna la vita dando lezioni private.

### Ponevezh (Israele)
Nel 1947, lasciò Gateshead per assumere  la direzione della yeshiva di Ponevezh nella città israeliana di Bnei Brak e diventare mashgiach ruchani (consigliere spirituale e conferenziere su questioni etiche). Si trasferì quindi in Israele, riunendo di nuovo una piccola cerchia di studenti. Uno dei suoi allievi, Chaim Friedländer, avrebbe in seguito ricoperto il ruolo di mashgiach di Ponevezh.

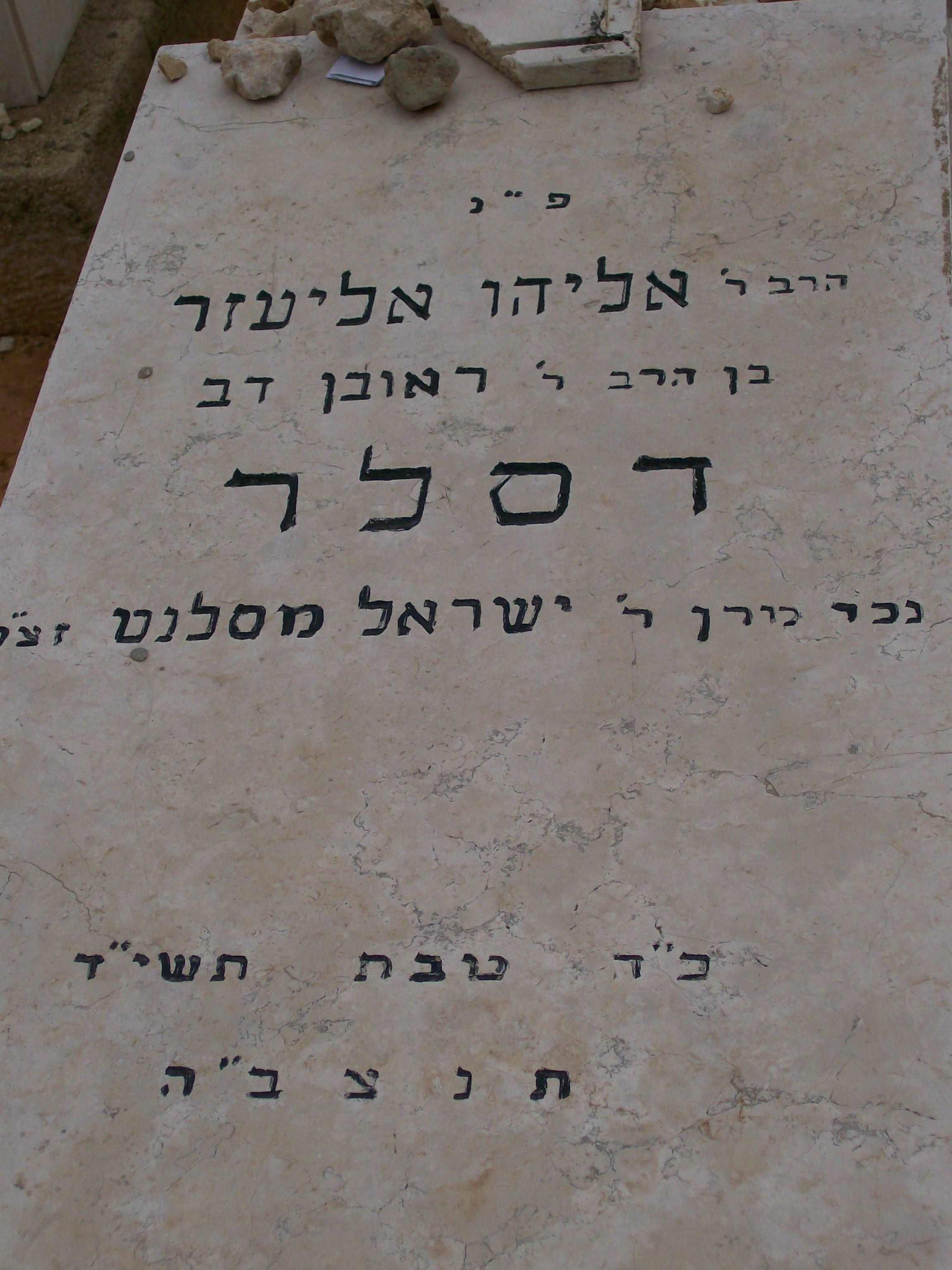
Tomba di Eliyahu Eliezer Dessler

### Morte
Rabbi Dessler morì improvvisamente a Bnei Brak il 31 dicembre 1953 all'età di 61 anni (data ebraica 25 Tevet 5714), presumibilmente di cardiopatia ischemica. Aveva sofferto di malattia vascolare periferica nei mesi precedenti la sua morte.

## Insegnamento
L'insegnamento di Dessler era una combinazione dei principi "Mussar" come li aveva appresi a Kelme, combinati con concetti della filosofia ebraica, della Cabala e del chassidismo. Nel fare ciò, egli assume una tensione intrinseca nella ricerca della soddisfazione spirituale e materiale, per cui l'importanza della soddisfazione spirituale è incomparabilmente più importante. Nel suo saggio più noto, Kuntras HaChessed, divide il mondo in chi dà e chi prende. Secondo la sua definizione, l'amore è "dare senza aspettarsi di ricevere" e l'abolizione dell'amor proprio è un prerequisito per qualsiasi adorazione di Dio. Suoi studenti, L. Carmel et A. Halpern, pubblicarono estratti dai suoi manoscritti e dai suoi discorsi sotto il titolo Michtaw me-Eliyahu ("Una lettera da Eliyahu") in cinque volumi dal 1957 al 1997.  L'opera contiene approcci per un confronto tra filosofia ebraica e filosofia generale, sulla base delle domande poste dai suoi studenti, che avevano conseguito una laurea in filosofia.

## Opere
- Sforziamoci di raggiungere la verità! Vol. 1–6. Feldheim, Jerusalem e al. 2004, ISBN 1-58330-688-9.

## Vita privata
Eliyahu Eliezer Dessler sposò nel 1919 Bluma Broida, nata nel 1889 in Lituania e morta il 21 dicembre 1951 a Gerusalemme, in Israele. Era la figlia di Rabbi Nachum Zeev Ziv Broida e Pesha Broide. Ebbero due figli: Rabbi Nachum Zeev Dessler (1921-2011) e Henny Dessler (1926-2009).